# 新兰路
新兰路是位于中国山西省太原市尖草坪区的一条城市道路，大致呈东南——西北走向，东南自尖草坪区新城街道，与恒山路相连结，向北经过南寨街道、向阳镇终点位于尖草坪区上兰街道汾河边，全长约14公里。
- 新兰路与兴峪街、大同路、柴西公路、康西公路等道路交汇，穿过太原市西北环城高速公路，上兰村支线铁路等。